# Andropogon pringlei
Andropogon pringlei är en gräsart som beskrevs av Frank Lamson Scribner och Elmer Drew Merrill. Andropogon pringlei ingår i släktet Andropogon och familjen gräs. Inga underarter finns listade i Catalogue of Life.